# Johannes Tille
Johannes Tille (* 7. Mai 1997 in Mühldorf am Inn) ist ein deutscher Volleyballspieler.

## Karriere

### Verein
Johannes Tille spielte in seiner Jugend unter seinem Vater Joachim Tille als Trainer beim TSV Mühldorf und wurde mit der U16, U18 und U20 mehrfacher deutscher Jugendmeister. Von 2015 bis 2017 war der Zuspieler beim VC Olympia Berlin in der zweiten und ersten Bundesliga aktiv. 2017 wechselte er innerhalb der Bundesliga zu den Bergischen Volleys, kam mit dem Verein in der Saison 2017/18 nicht über den letzten Platz hinaus. Anschließend wurde er vom TSV Herrsching verpflichtet, wo bereits sein Bruder Ferdinand als Libero aktiv war.
In der Saison 2021/22 war Tille für den Verein Saint-Nazaire Volley-Ball Atlantique in der zweiten französischen Liga aktiv. Zur Saison 2022/23 wechselte Tille zurück in die Bundesliga und schloss sich den Berlin Recycling Volleys an. Dort wurde er nach einer Verletzung seines Konkurrenten Ángel Trinidad erster Zuspieler. Er führte die Berliner zum Pokalsieg und zum Gewinn der deutschen Meisterschaft. In den Saisons 2023/24 sowie 2024/25 gelang den BR Volleys in beiden nationalen Wettbewerben die Titelverteidigung. Im Dezember 2024 gab Tille bekannt, dass er nach Saisonende in die polnische PlusLiga wechselt.

### Nationalmannschaft
Tille spielte in der deutschen Junioren-Nationalmannschaft. Im Sommer 2020 debütierte er in der A-Nationalmannschaft. Im Herbst 2021 nahm er an der Europameisterschaft teil. Im Herbst 2023 gelang der Nationalmannschaft mit Tille die Qualifikation für die Olympischen Spiele in Paris. Dort erreichte er mit dem deutschen Team das Viertelfinale gegen Frankreich, das im Tiebreak verloren ging.

## Privates
Johannes Tille hat eine Schwester und zwei ältere Brüder, Ferdinand und Leonhard, die ebenfalls Nationalspieler waren.